# L'elenco telefonico degli accolli
L'elenco telefonico degli accolli è il sesto libro di Zerocalcare, pubblicato da BAO Publishing nel 2015.
È la seconda raccolta delle storie brevi del blog, dopo Ogni maledetto lunedì su due. Come nella precedente raccolta, oltre alle storie degli ultimi due anni del blog, il volume contiene anche un nuovo racconto inedito di quarantacinque pagine.

## Elenco storie
Scienza vs Strada
Durante le ripetizioni al ragazzo Blanka Calcare scommette contro la riuscita di un esperimento di scienze, ricordando le delusioni passate con il Piccolo chimico e i Cavalieri dello Zodiaco. L'esperimento invece riuscirà, ma Calcare otterrà comunque la sua personale vittoria non pagando la scommessa poiché non valida legalmente essendo stata fatta da un minorenne.
Salva ogni 5 minuti
Dopo aver perso un'importante lavoro a causa del crash del computer, la memory card della PlayStation appare per ricordare a Calcare la più importante delle leggi umane, ovvero "Salva ogni cinque minuti".
Il demone della reperibilità
Pausa
Quando muore uno famoso
Il demone dell'inadempienza
Quello che ti fissa
I litigi su internet
Le 9 fasi dell'elaborazione del cambio di sistema operativo
Una cosa complicata
Il dio della febbre
Perché ti riduci sempre all'ultimo minuto?
Il bagaglio a mano
Il prendere impegni lontani nel tempo
Quelli che buttano le cose
La paura più grande

## Edizioni
- Zerocalcare, L'elenco telefonico degli accolli, copertina di Leo Ortolani, 1ª ed., BAO Publishing, 2015, ISBN 978-88-6543-553-3.
- Zerocalcare, L'elenco telefonico degli accolli, 2ª ed., BAO Publishing, 2015,  p. 200, ISBN 978-88-6543-501-4.